# Geranium reflexum
Geranium reflexum är en näveväxtart som beskrevs av Carl von Linné. Geranium reflexum ingår i släktet nävor, och familjen näveväxter. Inga underarter finns listade i Catalogue of Life.